# 群馬中央バス

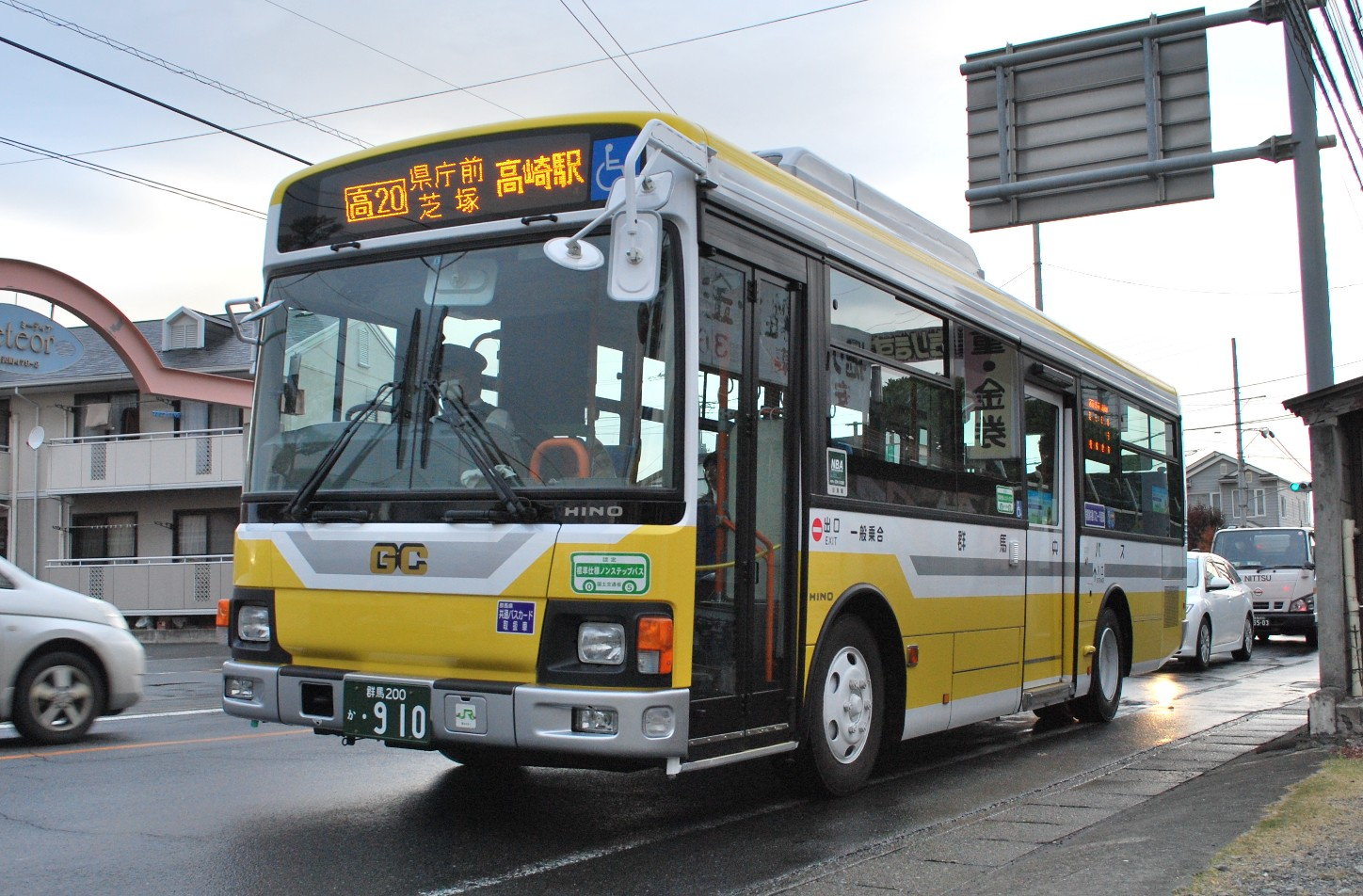
乗合バスの車両

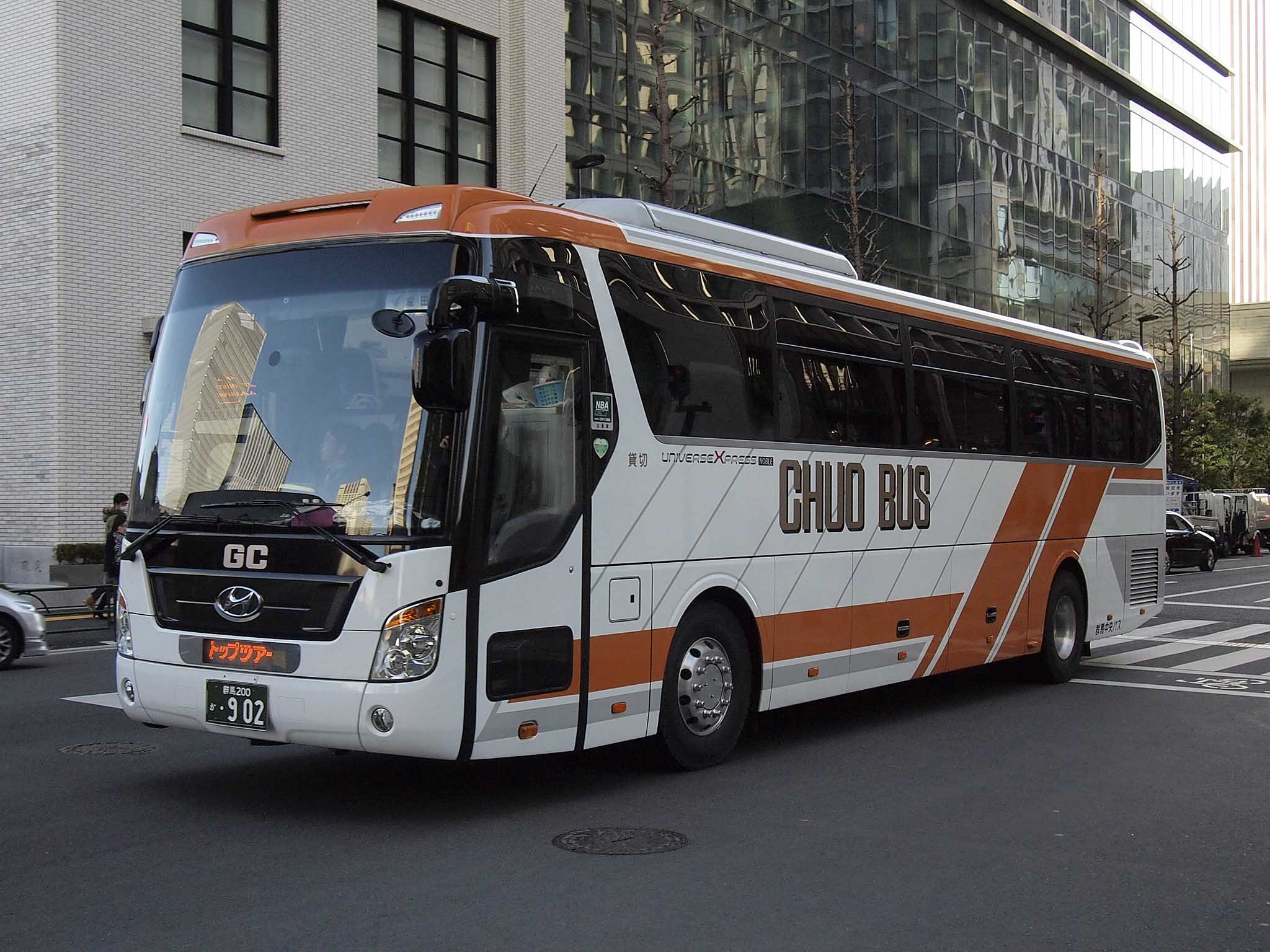
貸切バスの車両

群馬中央バス株式会社（ぐんまちゅうおうバス）は、群馬県前橋市、高崎市を中心に乗合バス・貸切バス・旅行業を行うバス会社である。略称は「中央バス」「群中バス」（英略称は「GC」）、主催旅行はオレンジツアーと呼称する。群馬県前橋・高崎地域のバスで利用できる群馬県共通バスカードぐんネット加盟事業者。1950年（昭和25年）群馬バスより分かれて成立。1980年代より冷房車の導入や大型方向幕の採用など、利便性向上を図っている。

## 事業所
- 本社：群馬県前橋市小屋原町384-1
- 前橋営業所（乗合・貸切）：群馬県前橋市小屋原町384-1
- 伊勢崎営業所（乗合）：群馬県伊勢崎市曲輪町7-1

## 会社沿革
- 1950年（昭和25年）9月6日 - 岩崎半之助が、群馬合同バス株式会社の分割により前橋市に群馬中央バス株式会社を設立。当時従業員50名、車両数17両。
- 1962年（昭和37年）9月 - 本社社屋を前橋駅前に新築
- 1972年（昭和47年）3月 - 前橋営業所を天川大島町に移転
- 1995年 (平成7年) 4月 - 前橋営業所を小屋原町に移転
- 199x年 - 高崎営業所を閉所[要出典]。
- 2007年（平成19年）5月 - 本社を前橋駅前から前橋営業所敷地内（小屋原町）へ移転。
- 200x年 - 伊勢崎営業所、伊勢崎市連取町から曲輪町（伊勢崎駅南口近く）へ移転[要出典]。
- 2012年（平成24年） - 高崎営業所を開設（高崎市飯塚町）[1]。
- 2023年（令和5年）4月 - ジェイアールバス関東より運行委託されて運行中の新宿 - 伊勢崎線を前橋駒形（前橋営業所）まで延伸、東京駅にも乗り入れ開始。

## 営業路線
※は地域間幹線系統として国の補助を受ける。スマーク伊勢崎系統を除き、元日は全線運休する。

### 前橋営業所所管
- ※前橋駅 - 芝塚 - 日高病院 - 高崎駅
- 前橋駅 - 立川町 - 問屋会館前 - 総社神社南 - 新前橋駅西口（前橋市役所単独補助路線）[2]
- ※高崎駅前 - 高関 - 慈眼寺裏 - 上滝 - 玉村高校 - 県立女子大学

### 伊勢崎営業所管轄
- ※高崎駅前 - 玉村 - 県立女子大学

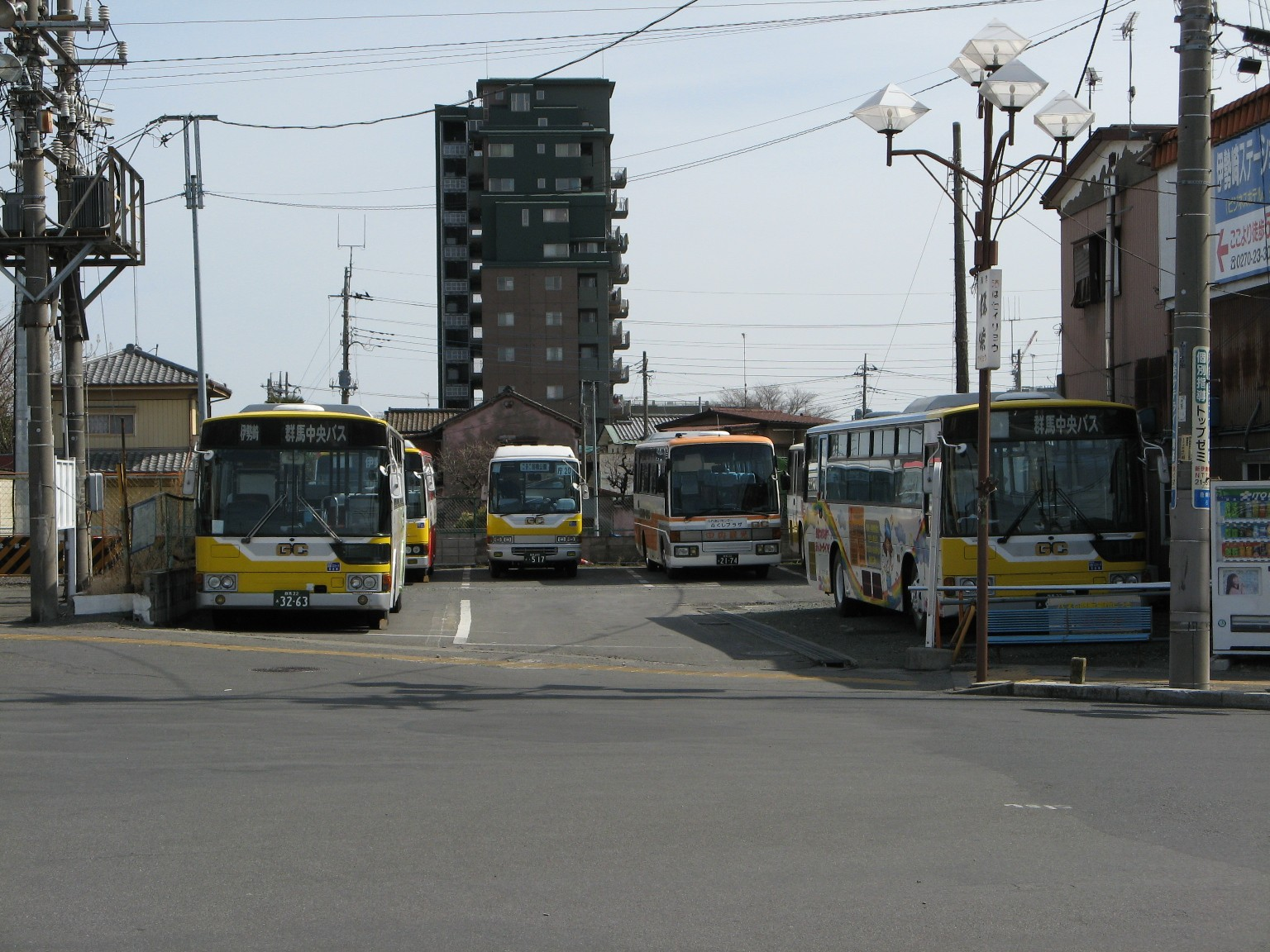
伊勢崎駅前にあったかつての伊勢崎営業所車庫

- 伊勢崎駅前 → 三光町 → 連取 → 上福島 → 玉村町役場 → 県立女子大学（伊勢崎駅発1便目のみ）
- 伊勢崎駅前 - 若葉町 - 伊勢崎市民病院北 - 連取 - 上福島 - 玉村町役場 - 県立女子大学
  - 高崎駅 - 県立女子大、伊勢崎駅前 - 県立女子大両路線は2007年までは県立女子大学一つ前の玉村町役場止まりであった。2005年までは高崎駅と伊勢崎駅を直通運行していた。高崎 - 伊勢崎間をほぼ直線で結ぶ路線で、1970年代までは利用者も多く日中でも1時間に数本程度運行されていた（両毛線は前橋を経由するため地図上では迂回するようなルートをとることと、1970年代は1時間に1本程度であったためという）。
- 伊勢崎駅前 - 伊勢崎市文化会館 - スマーク伊勢崎
  - 2008年（平成20年）11月1日開設。唯一、元日も運転する。正月三が日にスマーク伊勢崎で乗降する場合に限り、運賃が無料となる。詳細はスマーク伊勢崎に確認のこと。

### 受託運行
- 前橋競輪無料シャトルバス
- 高崎市内循環バスぐるりん（コミュニティバス）
- 東京・新宿 - 本庄・伊勢崎・前橋駒形線（高速バス）

| 停車停留所 休憩箇所                | 停留所所在地 | 停留所所在地 | JRバス関東便 | 群馬中央バス便 | 備考                                                                                       |
| ---------------------------------- | ------------ | ------------ | ------------ | -------------- | ------------------------------------------------------------------------------------------ |
| 東京駅JR高速バスターミナル         | 東京都       | 千代田区     | ▽            | ▽              |                                                                                            |
| 東京駅日本橋口バスターミナル       | 東京都       | 千代田区     | △            | △              |                                                                                            |
| バスタ新宿                         | 東京都       | 渋谷区       | ▼            | ▼              |                                                                                            |
| 練馬駅（練馬区役所前）             | 東京都       | 練馬区       | ▼            | ▼              | 目白通り沿いに停車 （練馬駅南口から徒歩約5分。練馬駅北口ロータリー・南口駅前には入らない） |
| 中野坂上                           | 東京都       | 中野区       | △            | △              |                                                                                            |
| 嵐山パーキングエリア（関越道）     | 埼玉県       | 嵐山町       | ＊           | ＊             | 休憩10分間                                                                                 |
| ふかや花園プレミアム・アウトレット | 埼玉県       | 深谷市       | ▲            | ∥              |                                                                                            |
| 本庄沼和田                         | 埼玉県       | 本庄市       | ▲            | ▲              |                                                                                            |
| 坂東大橋北                         | 群馬県       | 伊勢崎市     | ▲            | ▲              |                                                                                            |
| 伊勢崎市民プラザ                   | 群馬県       | 伊勢崎市     | ▲            | ▲              |                                                                                            |
| 東京福祉大学                       | 群馬県       | 伊勢崎市     | ▲            | ▲              |                                                                                            |
| 伊勢崎市役所                       | 群馬県       | 伊勢崎市     | ▲            | ▲              |                                                                                            |
| 伊勢崎駅                           | 群馬県       | 伊勢崎市     | ▲            | ▲              |                                                                                            |
| アパホテル伊勢崎駅南               | 群馬県       | 伊勢崎市     | ▲            | ▲              |                                                                                            |
| 伊勢崎街角ステーション広瀬         | 群馬県       | 伊勢崎市     | ▲            | ▲              |                                                                                            |
| 伊勢崎市民病院北                   | 群馬県       | 伊勢崎市     | ▲            | ▲              |                                                                                            |
| 伊勢崎オートレース場前             | 群馬県       | 伊勢崎市     | ▲            | ▲              |                                                                                            |
| 前橋駒形（群馬中央バス前橋営業所） | 群馬県       | 前橋市       | ∥            | ▲              |                                                                                            |

▼…下りは乗車のみ、上りは降車のみの扱い
▲…上りは乗車のみ、下りは降車のみの扱い
▽…下りは乗車のみの扱い、上りは通過
△…上りは降車のみの扱い、下りは通過
＊…休憩停車
∥…通過
- - 2019年（令和元年）7月16日、ジェイアールバス関東からの管理委託により当時の新宿- 本庄・伊勢崎間の路線のうち2往復の受託開始。
  - 2021年（令和3年）3月1日より1日4往復に拡大[3][4]。
  - 2023年（令和5年）4月1日より、当地側起終点が当社前橋営業所（前橋駒形）に、東京側起終点が東京駅高速バスターミナルへとそれぞれ延長し、それに伴い嵐山パーキングエリアにて途中休憩を導入。

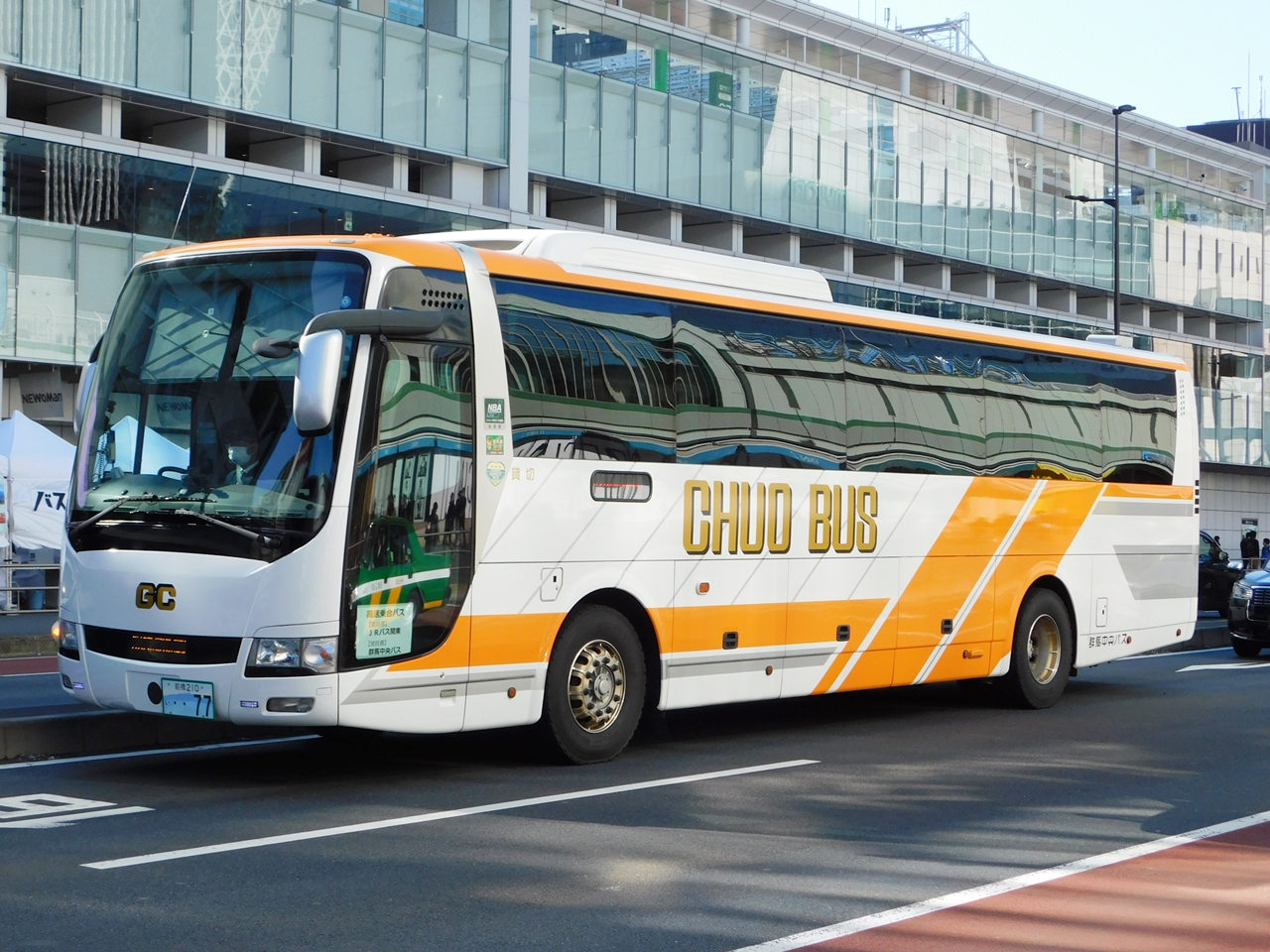
JRバス関東から運行を受託している新宿 - 本庄・伊勢崎線で使用されている車両

## 廃止路線
- 本庄駅 - 馬見塚 - 伊勢崎駅 - 香林上組 - 大間々駅
  - 1994年、香林上組 - 大間々駅間廃止。
  - 1999年、伊勢崎駅 - 香林上組間廃止。
  - 2010年（平成22年）7月31日、本庄駅-伊勢崎駅間廃止。廃止直前は1日1往復の運行であった[要出典]。
- 伊勢崎駅 - 新田（県道2号線） - 太田駅
  - 1999年7月廃止[5]。
- 伊勢崎ゆうあい号 まちかど広瀬 - 香林
  - 2008年（平成20年）3月31日運行終了。
- 高崎駅東口 - 高崎工業高校前 - 高崎女子高校前 - 高崎商業高校入口 - 中央中等教育学校前（前橋営業所管轄）
  - 2009年（平成21年）3月30日運行開始。群馬バスと隔日運行の形で共同運行。日曜祝日の運行は無かった。
  - 2010年（平成22年）3月31日をもって撤退、群馬バスは運行継続。
- 伊勢崎駅前 - 東京福祉大学前 - 本庄駅（伊勢崎営業所管轄）
  - 2007年（平成19年）12月1日運行開始。上記の馬見塚経由とはルートが異なっていた。
  - 2010年（平成22年）8月31日廃止。
- 伊勢崎市民病院北 - 駒形駅 - 前橋公園・敷島公園BT
  - 2019年（令和元年）9月30日廃止。

## 車両

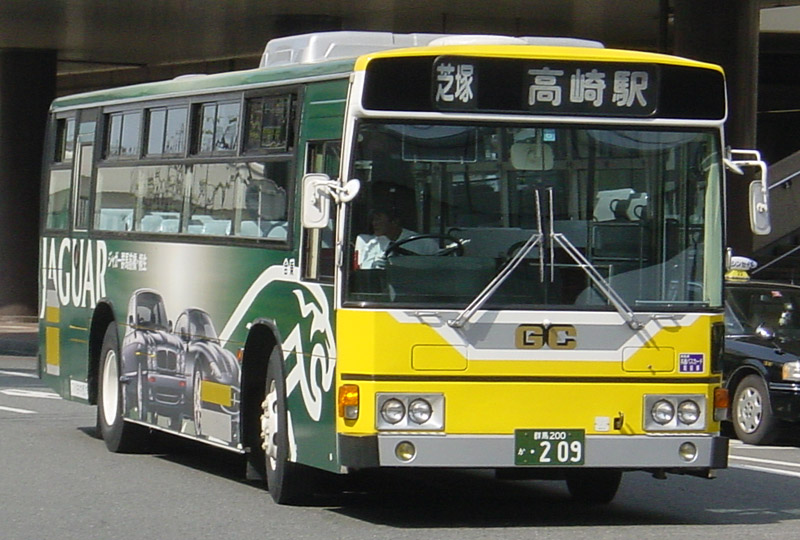
前橋営業所所属車を中心に、車体広告車も多い

2015年11月1日現在の車両数は乗合27両・貸切36両。
近年はノンステップバスの導入も進められているが、乗合車両の大半は三菱ふそう製の中古車両で、京阪バスからの譲受車が最も多い。1990年頃まではバス窓の車両が多く見られ、特にセンターアンダフロアエンジンバスの日野BT100型は同社が使用した最後の事業者だった。また、関東で最後と言われたモノコック車両も2007年春をもって全車廃車となっている。関東では数が少ないエアロスターKは多数が残っている。
乗合車のカラーリングは1980年代に制定されたもので、白地にイエローとグレーの細線が施されている。但し、近年は車体広告車が多いため、オリジナルデザインの車両はほとんど見ることが出来ない。以前は窓上がイエロー、窓下がホワイトの帯が入り、下半分はブルー、裾部分はレッドだったが、1992年（平成4年）頃に現行のカラーリングに変更されている。また、1980年代より大型方向幕への改造が行われた。
貸切バスは自社発注車が多く、新車も積極的に導入されている。カラーリングは白地にオレンジ、車体側面中央に大きく「CHUO BUS」のロゴが施されている。2010年（平成22年）には韓国製のヒュンダイ・ユニバースも購入した。

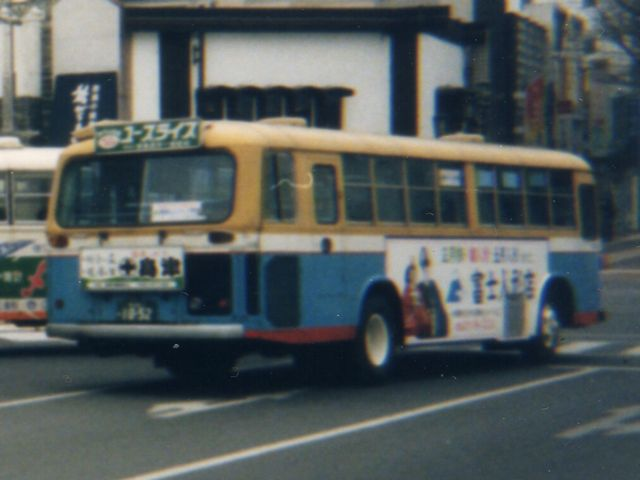
旧塗色
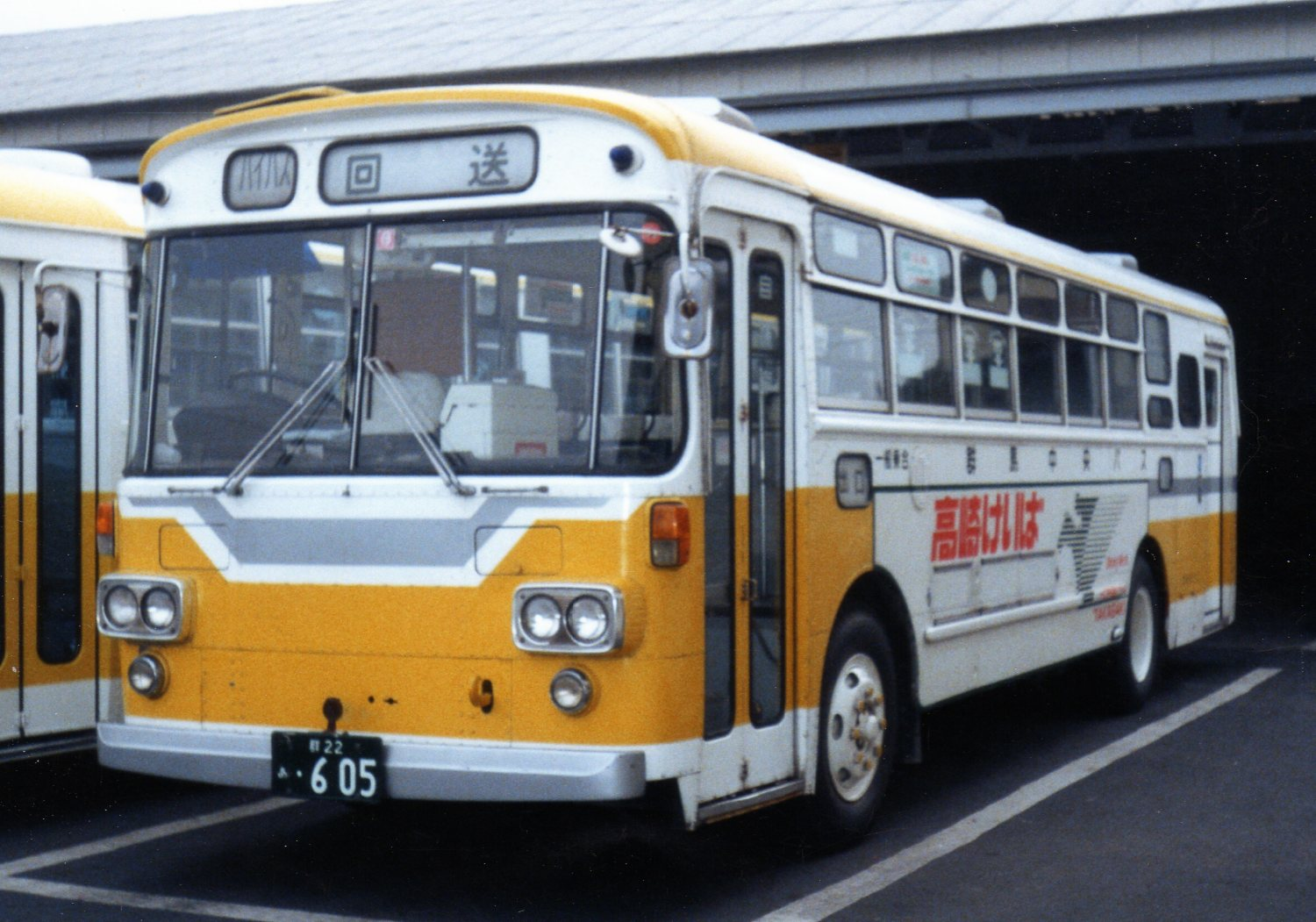
1988年まで使用していた日野BT100
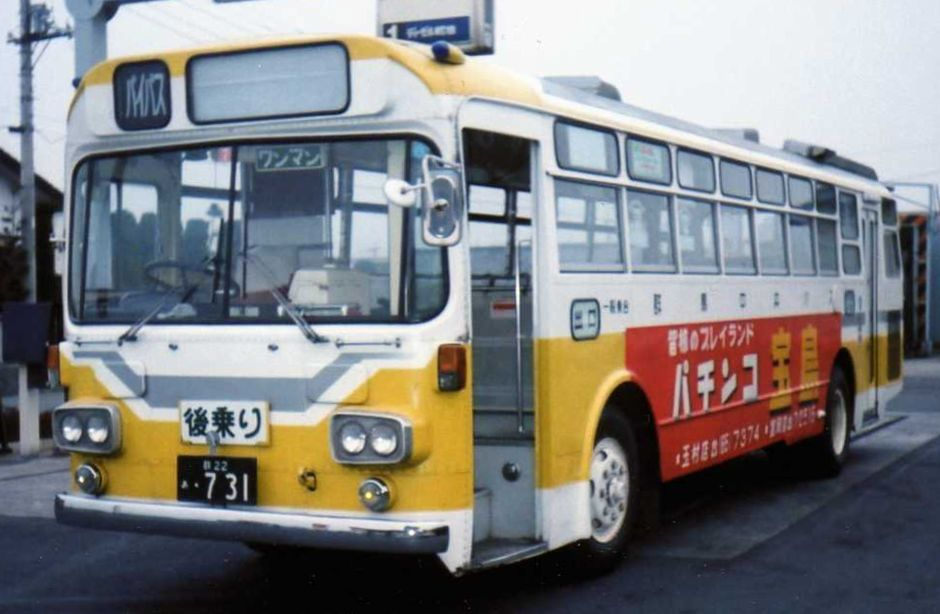
1988年まで使用していた三菱ふそうMR470
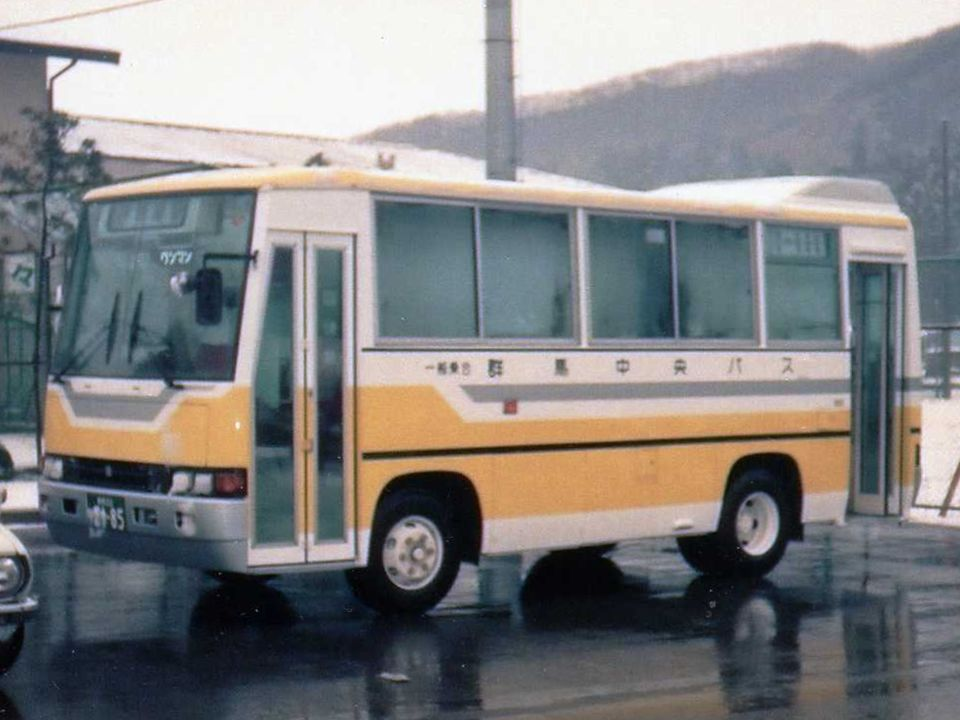
数少ないいすゞ車（ジャーニーQ）
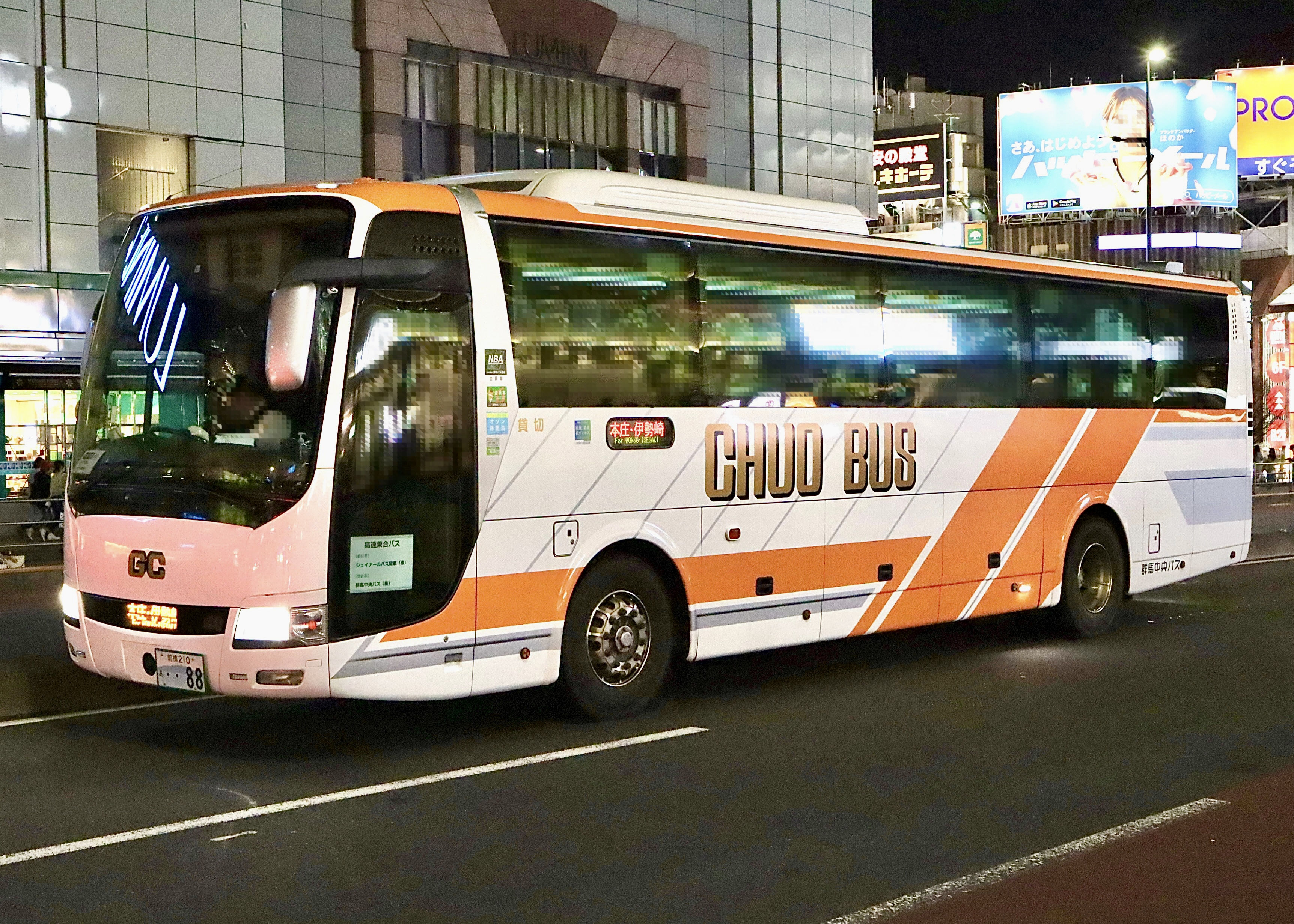
ジェイアールバス関東から譲受した高速バス専用車両

## 群馬中央バス事件
1957年（昭和31年）、群馬中央バスは草津温泉までのバス開設で運輸大臣に一般乗合旅客自動車運送事業の免許を申請した。同社は第二次大戦後の混乱に乗じて経営権を乗っ取られた群馬バスの創業者岩崎半之助が改めて設立した会社であり、群馬バスとは法的紛争が絶えなかった。群馬バスの社長であった自民党議員の木暮武太夫は、この群馬中央バスの免許申請に対して運輸省東京陸運局長の聴聞、運輸審議会に諮問における公聴会を通じて反対運動を行っていた。そして自らが運輸大臣に任命されると、大臣として1961年（昭和36年）6月に申請に対する却下処分を下した（木暮は同7月に大臣を退任し群馬バスの社長に復帰した）。さらには翌1962年1月に群馬バスが本件と同じ路線の免許申請を行なった。
これに対し、群馬中央バスが処分の取り消しを求めて東京地裁に出訴したところ、1審（裁判長白鳥、2006年10月まで最高裁判所長官であった町田顯も加わっていた）は運輸審議会での公聴会の手続に不備があるとして処分を取り消した。控訴審の2審東京高裁では判断を覆した。
最高裁第一小法廷（民集29巻5号662頁）も1975年（昭和50年）請求を棄却したが、運輸審議会での審理の不備を指摘した。この事件は、行政手続における審議会の審議の手続の瑕疵が処分の取消し事由にもなりうるという点で行政法上重要な判例として残っている。

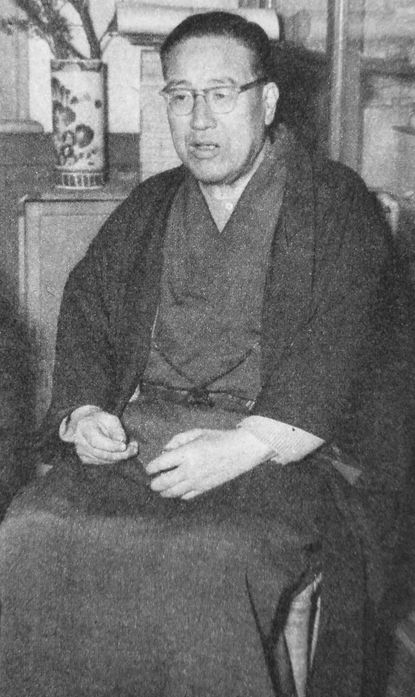
木暮武太夫

## その他
テレビ番組『タモリ倶楽部』では2011年（平成23年）3月4日に「解剖!バス運賃箱」という特集を放映し、刻印した紙でなくプラスチック板を使用した、日本初のバス用整理券発行機を紹介した。番組中では使用具合の再現として、群馬中央バスの社名が入ったプラスチック板を使用した。